# گونگ سونگ یون
یو سونگ یون (کره‌ای: 유승연؛ زادهٔ ۲۷ فوریه ۱۹۹۳) که بیشتر با نام هنری گونگ سونگ یون (کره‌ای: 공승연) شناخته می‌شود، بازیگر اهل کره جنوبی است. او به خاطر ایفای نقش در مجموعه‌های تلویزیونی شش اژدهای پرنده (۲۰۱۵–۲۰۱۶)، رئیس درونگرا (۲۰۱۷)، چرخه (۲۰۱۷)، آیا تو انسانی؟ (۲۰۱۸)، خدمه گل: آژانس ازدواج چوسان (۲۰۱۸)، بولگاسال: ارواح جاودان (۲۰۲۱–۲۰۲۲) و نیروهای امداد (۲۰۲۲–۲۰۲۳) شناخته می‌شود.

## زندگی‌نامه
گونگ سونگ یون خواهر بزرگتر جونگ‌یون از گروه توایس است. پدر آنها، یو چانگ جون، آشپز مخصوص رئیس‌جمهور سابق کیم ده جونگ بود، همچنین سرآشپز پلازا هتل سئول برای بیش از بیست سال بود که در غذاهای کره‌ای تخصص داشت.

## فیلم‌شناسی

### فیلم
| سال  | عنوان          | نقش      | توضیحات    | منابع |
| ---- | -------------- | -------- | ---------- | ----- |
| ۲۰۱۸ | My Dream Class | جونگ سوک | فیلم کوتاه |       |
| ۲۰۲۱ | Aloners        | جین آن   |            | [ ۳ ] |
| ۲۰۲۲ | LOVE SICK      | جی یون   |            | [ ۴ ] |
| ۲۰۲۴ | Handsome Guys  | می نا    |            | [ ۵ ] |

### مجموعه تلویزیونی
| سال       | عنوان                           | نقش                         | توضیحات      | منابع  |
| --------- | ------------------------------- | --------------------------- | ------------ | ------ |
| ۲۰۱۲      | من عاشق لی ته ری هستم           | می می                       |              |        |
| ۲۰۱۴      | دختر دوست‌داشتنی من              | سو یون جی                   |              |        |
| ۲۰۱۵      | شایعه شنیده شده                 | سو نو ری                    |              | [ ۶ ]  |
| ۲۰۱۵      | شش اژدهای پرنده                 | مین دا کیونگ (ملکه ونگ‌یونگ) |              |        |
| ۲۰۱۶      | استاد انتقام                    | کیم دا هه                   |              | [ ۷ ]  |
| ۲۰۱۶      | صدای قلب تو                     |                             | حضور افتخاری | [ ۸ ]  |
| ۲۰۱۷      | رئیس درونگرا                    | اون یی سو                   |              |        |
| ۲۰۱۷      | چرخه                            | هان جونگ یون                |              |        |
| ۲۰۱۷      | تنها آهنگ عاشقانه من            | سونگ سو جونگ                |              |        |
| ۲۰۱۷      | ملوهولیک                        | پرستار                      | حضور افتخاری |        |
| ۲۰۱۷      | درام ویژه – خاطره اواسط تابستان |                             | حضور افتخاری | [ ۹ ]  |
| ۲۰۱۸      | آیا تو انسانی؟                  | کانگ سو بونگ                |              |        |
| ۲۰۱۹      | خدمه گل: آژانس ازدواج چوسان     | گه دونگ                     |              |        |
| ۲۰۲۱      | دراما استیج – احساس نماینده     | شین سو ریم                  | فصل ۴        | [ ۱۰ ] |
| ۲۰۲۱–۲۰۲۲ | بولگاسال: ارواح جاودان          | دان سول                     |              | [ ۱۱ ] |
| ۲۰۲۲      | نیروهای امداد                   |                             |              | [ ۱۲ ] |
| ۲۰۲۵      | کارما                           |                             |              | [ ۱۳ ] |

### میزبان
| سال       | عنوان     | توضیحات                                                       | منابع  |
| --------- | --------- | ------------------------------------------------------------- | ------ |
| ۲۰۱۶–۲۰۱۷ | اینکیگایو | همراه یو جونگ یون و کیم مین سوک ۳ ژوئیه ۲۰۱۶ – ۲۲ ژانویه ۲۰۱۷ | [ ۱۴ ] |

### برنامه تلویزیونی
| سال  | عنوان                      | نقش          | توضیحات                           | منابع  |
| ---- | -------------------------- | ------------ | --------------------------------- | ------ |
| ۲۰۱۵ | ما ازدواج کردیم - فصل ۴    | عضو بازیگران | قسمت‌های ۲۶۳–۲۸۶ / با لی جونگ هیون |        |
| ۲۰۲۰ | قانون جنگل – شکارچی و آشپز | عضو بازیگران | قسمت‌های ۴۲۰–۴۲۲                   | [ ۱۵ ] |

### حضور در موزیک ویدئو
| سال  | نام آهنگ                                           | هنرمند                  | منابع  |
| ---- | -------------------------------------------------- | ----------------------- | ------ |
| ۲۰۱۲ | «انجامش بده» (Do It)                               | سونی هیل                |        |
| ۲۰۱۴ | «بر فراز سرنوشت» (Over the Destiny)                | توای‌ام                  | [ ۱۶ ] |
| ۲۰۱۵ | «به من، خودم» (Me, Myself)                         | شین سونگ هون            | [ ۱۷ ] |
| ۲۰۱۶ | «#لایک» (#Like)                                    | فیستر                   | [ ۱۸ ] |
| ۲۰۱۷ | «وقتی عاشق بودم» (فیلم کوتاه) (When I Was In Love) | پنتاگون                 | [ ۱۹ ] |
| ۲۰۱۹ | «درخواست ترانه» (Song Request)                     | لی سو را با همکاری شوگا | [ ۲۰ ] |